# Jacques Pain
Pour les articles homonymes, voir Pain (homonymie).
Jacques Pain (né le 1er juillet 1943 à Mâcon et mort le 17 janvier 2021 à Hon-Hergies, est un pédagogue et universitaire français. Il est professeur de sciences de l'éducation à l'université Paris-Nanterre et spécialiste de la pédagogie institutionnelle et des questions de violence et de crise à l'école.

## Biographie
Jacques Pain fait ses études secondaires aux lycées de Mâcon et de Nevers, puis s'inscrit à l'université Paris-X Nanterre où il obtient une maîtrise de sciences de l'éducation en 1970. Il soutient une thèse de doctorat de 3e cycle, intitulée Une formation à la pratique de l'institutionnel : pédagogie institutionnelle et formation, sous la direction de Gilles Ferry, en 1979. Il est nommé assistant en sciences de l'éducation à Nanterre en 1981, puis maître de conférences en 1988. Il soutient sa thèse d'État, intitulée Pratique de l'institutionnel, recherche-intervention et recherche-formation dans le champ éducatif, en 1993 et il est nommé professeur en 1995 à l'université Paris-Nanterre.

## Activités de recherche et d'édition
Il publie Pédagogie institutionnelle et formation, une version remaniée de sa thèse de doctorat en 1982. Il crée à Nanterre en 1993 et dirige l'équipe de recherche « Crises école terrains sensibles » (CREF EA 1589). 
Il découvre à l'université la pensée de Fernand Oury en 1967 et participe au GERPI (groupe d'étude et de recherches pédagogiques institutionnelles. Il publie avec Fernand Oury Chronique de l'école-caserne en 1972. Il donne deux conférences à la faculté de psychologie et des sciences de l'éducation de Genève, dans le séminaire de Mireille Cifali, sur la violence (1987) et L'angoisse et la violence (1988).

## Les éditions Matrice
Jacques Pain est fondateur en 1983, avec son épouse la psychologue Christine Vander Borght et l'éditeur Daniel David, des éditions Matrice, qu'il dirige jusqu'en 2011. Les éditions Matrice, spécialisées dans l'édition de livres de la pédagogie institutionnelle et sur la violence à l'école, rééditent les livres de référence de la PI, notamment Vers une pédagogie institutionnelle de Fernand Oury et Aida Vasquez et Chronique d'une école-caserne. Les éditions Matrice sont reprises en 2011 dans la collection Les classiques de la pédagogie institutionnelle que Jacques Pain et Sylvie Canat codirigent aux éditions Champ social.

## Publications
- Chronique de l'école-caserne, avec Fernand Oury, éd. Maspero 1972, rééd. Matrices, 1998  (ISBN 2905642459)
- La formation par la pratique : la pédagogie institutionnelle des Groupes d'éducation thérapeutique de Fernand Oury et Aïda Vasquez, Matrice, 1998,  (ISBN 2905642467)
- Pédagogie institutionnelle et formation, Micropolis, 1982
- La pédagogie institutionnelle d'intervention, Matrice, 1993 215 p.  (ISBN 2-905642-27-0)
- (dir.) De la pédagogie institutionnelle à la formation des maitres, Matrice, 1994, rééd. Champ Social, 2000, 228 p.  (ISBN 2-905642-30-0)
- Banlieues, les défis d'un collège citoyen, avec Marie-Pierre Grandin-Degois & Claude Le Goff, ESF éditeur, 1998, 225 p.  (ISBN 2-7101-1306-6)
- La non-violence par la violence : une voie difficile, Matrice, 1999, 283 p.  (ISBN 2-905642-49-1)
- « La pédagogie institutionnelle de Fernand Oury », Dans Annick Ohayon, Dominique Ottavi et Antoine Savoye (dir.) L’Éducation nouvelle, histoire, présence et devenir, Berne : Peter Lang, 2004 p. 297-316
- avec Michel Navarro, « Le chef d'établissement : une culture du paradoxe », Recherche & formation, vol. 14,‎ 1993, p. 83-90 (Recherche & formation, consulté le 23 février 2021).
- avec Alain Vulbeau, « L'autorité aujourd'hui ? Oui, mais sous conditions », Débats Jeunesse, no 7,‎ 2001, p. 189-202 (lire en ligne, consulté le 23 février 2021).
- Penser la pédagogie, Matrice, 2003, 269 p.
- L'école et ses violences, éd. Économica, 2006[10]
- avec Stéphane Derveaux, « De la violence verbale en milieu scolaire… », Spirale. Revue de recherches en éducation, vol. 37,‎ 2006, p. 159-172 (lire en ligne, consulté le 23 février 2021).
- « Pédagogie institutionnelle », Encyclopædia Universalis, consulté le 23 février 2021, [lire en ligne]
- « Au regard de la pédagogie institutionnelle, à quoi sert la psychanalyse ? À quoi sert la parole ? Ce que nous en dit Jacques Pain », La nouvelle revue de l'adaptation et de la scolarisation, vol. 54, no 2,‎ 2011, p. 29-41 (lire en ligne, consulté le 23 février 2021).